# Governo Périer
Il Governo Périer è stato un governo francese della monarchia di luglio, in carica dal 13 marzo 1831 al 16 maggio 1832, per un totale di 1 anno, 2 mesi e 3 giorni.

## Cronologia
- 8 marzo 1831: il sovrano Luigi Filippo convoca il Presidente della Camera Périer, esponente del centro-destra, affidandogli un incarico esplorativo, seppur esitato e mai accettato da Périer[1]
- 10 marzo 1831: constatando l'ostilità e l'ostruzionismo del sovrano, Laffitte rassegna le dimissioni e passa all'opposizione, composta dal "partito del movimento", favorevole alla democrazia ad all'interventismo in Italia
- 13 marzo 1831: il sovrano incarica ufficialmente Périer di formare un nuovo governo, appoggiato dalla maggioranza della Camera dei deputati
  - Nel discorso d'inaugurazione, Périer fa intendere la sua intenzione di passare ad un sistema parlamentare ed abbandonare la politica di laissez-faire perpetuata e promossa da Luigi Filippo
- 5 luglio 1831: l'elezioni legislative segnano la vittoria totale del "Partito della Resistenza", composto da centro-destra e parte del centro-sinistra guidato da Adolphe Thiers
- 21 novembre 1831: scoppia la Rivolta dei Canuts a Lione, agitata da repubblicani ed operai contro lo sfruttamento lavorativo
- 3 dicembre 1831: il governo, preoccupato di una degenerazione in rivoluzione della Rivolta, seda le proteste attraverso l'esercito[2]
- 20 marzo 1832: l'epidemia di colera colpisce Parigi
- 1º aprile 1832: il primo ministro Périer ed il principe reale Ferdinando visitano gli ammalati colerici all'Hôtel-Dieu parigino
- 27 aprile 1832: i sintomi di colera di Périer si fanno evidenti, costringendolo a cessare non-ufficialmente le sue funzioni ministeriali
- 16 maggio 1832: Périer soccombe al colera; viene sostituito come ministro dell'interno da Camille de Montalivet, che presiede ad interim la presidenza del consiglio
- 4 giugno 1832: approfittando del vuoto di potere, la Duchessa di Berry dà il via ad una rivolta legittimista in Vandea e Bretagna in favore del figlio e pretendente Enrico
- 5 giugno 1832: in occasione dei funerali del generale Lamarque (anch'egli morto 4 giorni prima di colera), alcuni repubblicani parigini danno vita ad un'insurrezione
- 7 giugno 1832: il Maresciallo Georges Mouton soffoca senza troppe difficoltà la rivolta a Parigi
- 15 giugno 1832: la rivolta legittimista viene stroncata dall'esercito dopo la resa di Nantes, assediata da 6 giorni; la Duchessa di Berry viene dichiarata latitante
- 11 ottobre 1832: il Parlamento riapre i lavori; viene nominato un governo di compromesso guidato dal ministro della guerra nonché Maresciallo Jean-de-Dieu Soult.

## Consiglio dei Ministri
Il governo, composto da 8 ministri (oltre al presidente del consiglio), vedeva inizialmente partecipi:
| Carica                                       | Titolare | Titolare               | Partito       |  |
| -------------------------------------------- | -------- | ---------------------- | ------------- |  |
| Presidente del Consiglio dei Ministri        |          | Casimir Périer         | Centro-destra |  |
|                                              |          |                        |               |  |
| Ministro degli Affari Esteri                 |          | Horace Sébastiani      | Centro-destra |  |
| Ministro dell'Interno                        |          | Casimir Périer         | Centro-destra |  |
| Ministro della Giustizia                     |          | Félix Barthe           | Centro-destra |  |
| Ministro della Guerra                        |          | Jean-de-Dieu Soult     | Nessuno       |  |
| Ministro della Marina e delle Colonie        |          | Henri de Rigny         | Centro-destra |  |
| Ministro delle Finanze                       |          | Joseph-Dominique Louis | Centro-destra |  |
| Ministro della Pubblica Istruzione           |          | Camille de Montalivet  | Centro-destra |  |
| Ministro del Commercio e dei Lavori Pubblici |          | Antoine d'Argout       | Centro-destra |  |

Il 27 aprile 1830 il primo ministro Périer si ammalò di colera, contratta durante una visita agli ammalati di Parigi. Di conseguenza, il ministro dell'istruzione Camille de Montalivet presiedette il consiglio dei ministri fino alla morte di Périer, avvenuta il 16 maggio. Di conseguenza, ci fu un cambio nei ruoli ministeriali:
- alla Presidenza del consiglio, Périer fu sostituito ad interim da Montalivet, che ottenne ufficialmente il ministero degli interni
- all'Istruzione, Montalivet venne sostituito da Amédée Girod de l'Ain

Poiché il Parlamento non era in sessione alla morte di Périer, si dovette aspettare la sua riapertura 6 mesi dopo, ovvero l'11 ottobre, per superare lo stallo istituzionale e nominare un nuovo governo.